# Grotte de Nascente do Almonda
La grotte de Nascente do Almonda (la « grotte de la source de l'Almonda », en français) est une grotte située dans les freguesias de Zibreira et Pedrógão de la commune de Torres Novas, dans le district de Santarém, au Portugal,. Elle est classée Bien d'intérêt public depuis 1993.

## Description
La grotte a un développement de plus de 15 km. Elle constitue un véritable sanctuaire de la spéléologie nationale, car elle possède le réseau karstique le plus étendu du Portugal. La rivière Almonda est constituée par la convergence de plusieurs ruisseaux souterrains.

## Faune cavernicole
La grotte abrite des espèces uniques adaptées à la vie souterraine, comme le scarabée des cavernes, Trechus lunai (pt).

## Centre d'interprétation
Situé à Vale da Serra, dans le parc naturel des Serras de Aire et Candeeiros, le Centre d'interprétation est une structure de soutien à la grotte d'Almonda, axée sur le tourisme écologique et culturel. Il dispose d'un espace muséographique, d'un auditorium et d'hébergements. Les programmes de formation comprennent la préparation à la visite de la grotte avec une introduction à la spéléologie, aux techniques de progression et à l'utilisation du matériel, ainsi qu'à la plongée souterraine.

## Galerie

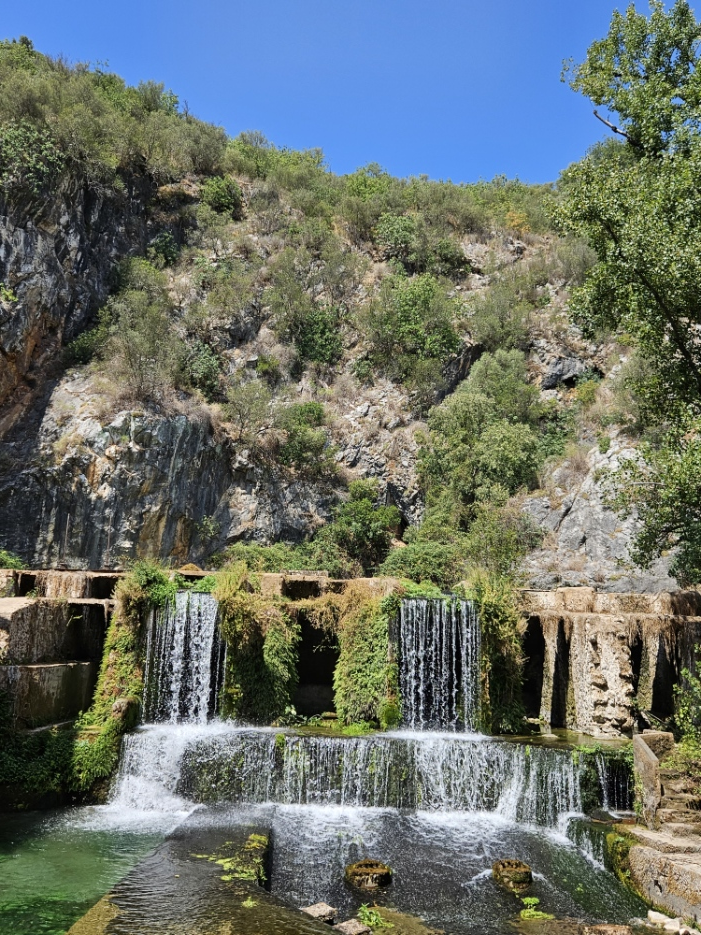
Source de l'Almonda
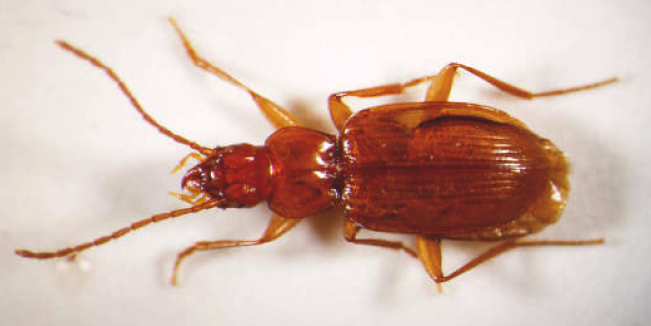
Trechus Lunai